# Aitutaki

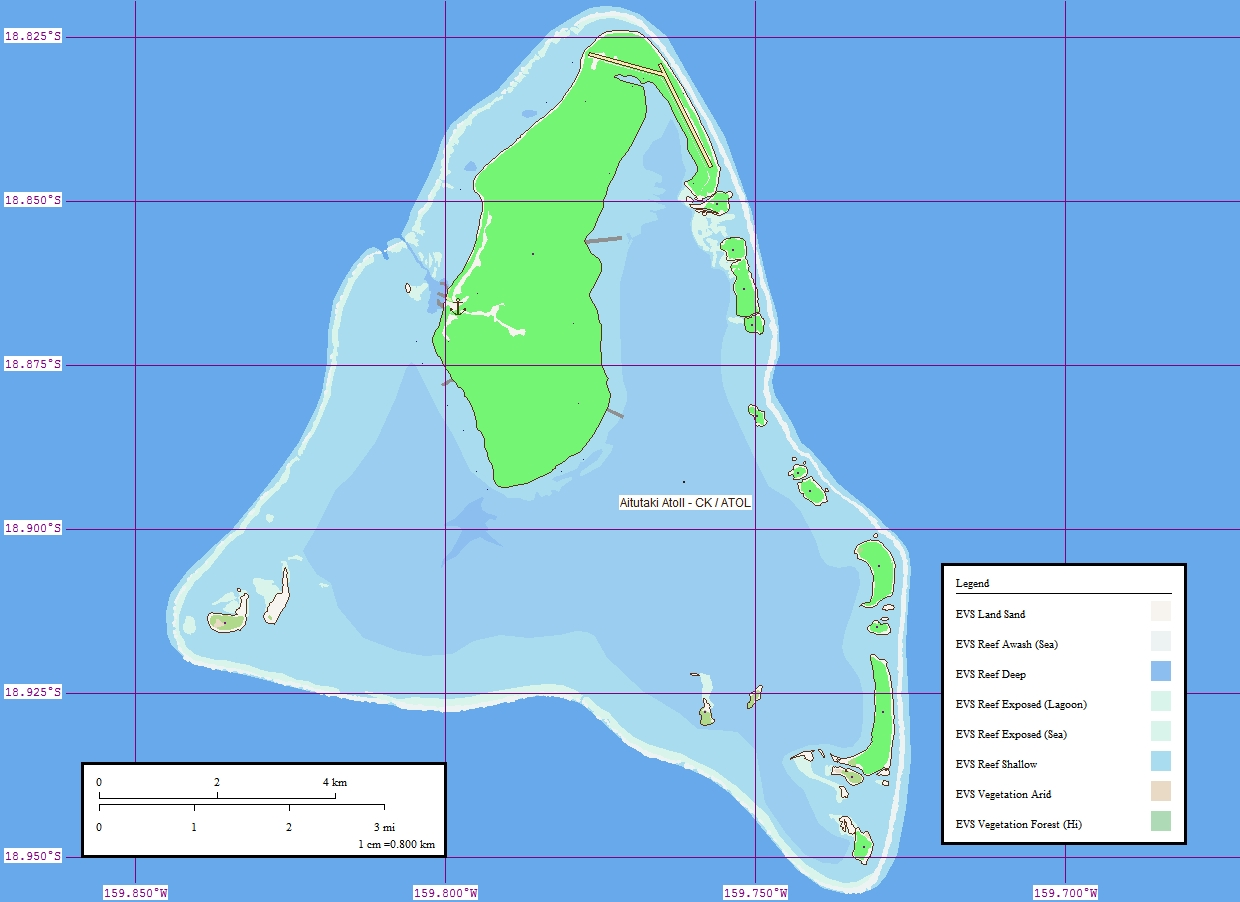
Mapa d'Aitutaki

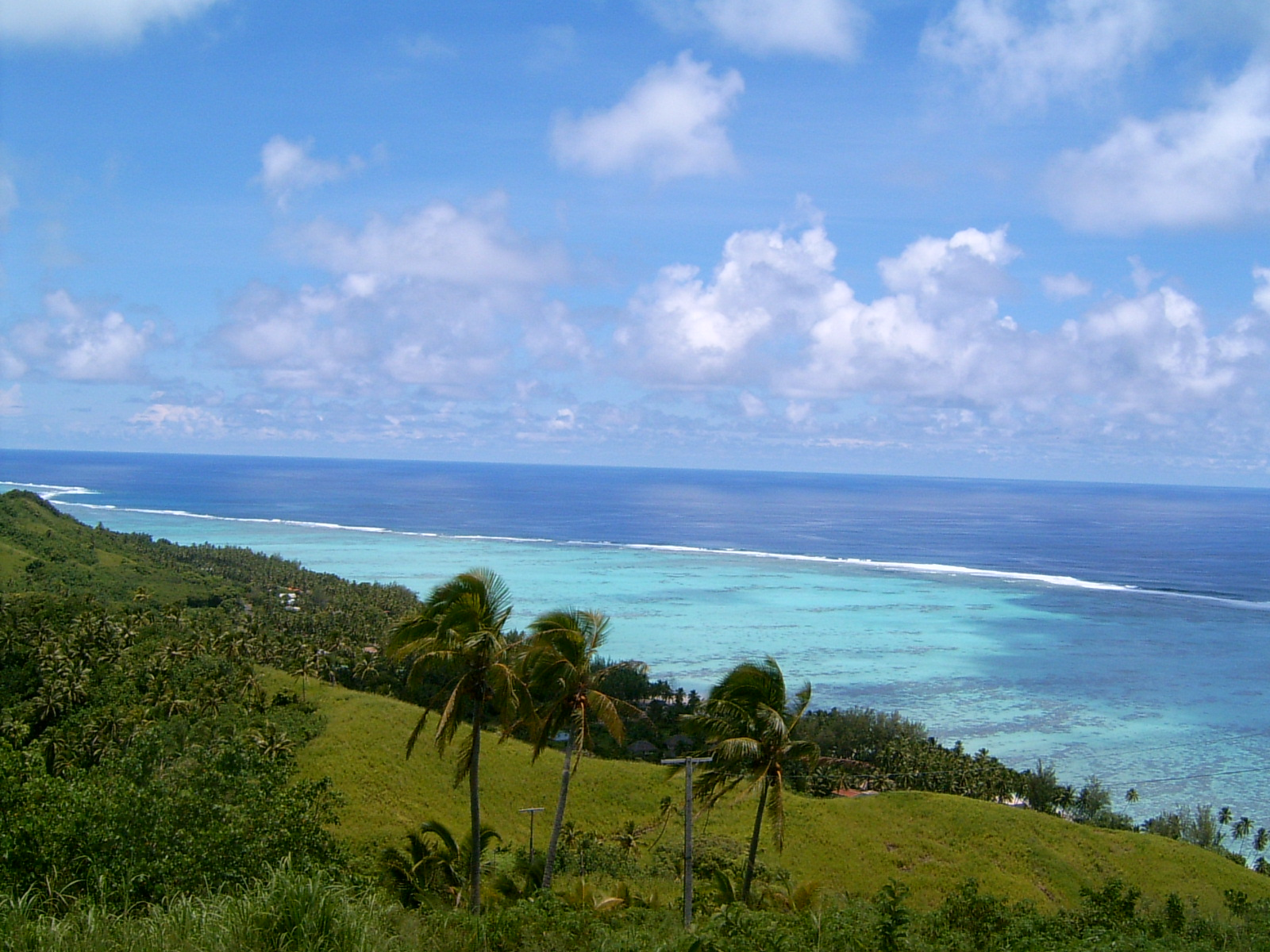
Vista des de Maungapu

Aitutaki és una de les illes Cook meridionals, situada a 225 km al nord de Rarotonga.

## Geografia
Aitutaki és quasi un atol de forma triangular, amb una illa volcànica, Araura, i una llacuna encerclada per un escull amb 13 illots baixos de corall. L'illa d'Araura té una superfície de 17 km² i una altitud màxima de 124 m al mont Maungapu. Els illots tenen en total una superfície de 2,4 km². La llacuna té una profunditat entre 1 i 3 m, amb un fons de sorra que li dona un característic color turquesa transparent.
La vila principal és Arutanga a la costa interior de l'illa. La població era de 1.946 habitants al cens del 2001. A la punta nord del triangle disposa d'un aeroport. El turisme és cada cop més important, atret per la imatge idíl·lica d'illes deshabitades amb platges de palmeres vora una llacuna blava.

## Història
Els polinesis es van establir a Aitutaki probablement al segle x. Les llegendes expliquen l'existència de tres grans avantpassats: Ru, Te Erui i Ruatapu (probablement de Raiatea). Altres llegendes expliquen una colonització des de les illes Tonga.
El primer contacte europeu va ser amb el capità Bligh, el 1789 poc abans de l'amotinament del HMS Bounty.
Aitutaki significa literalment «portat per déu», però l'origen és incert i podria ser una derivació amb un altre significat. Blight el va anotar com Wytootackee, i els tahitians l'anomenaven Tootate.
Davant els rumors d'una annexió francesa, el cap d'Aitutaki va demanar el protectorat britànic i va ser annexat el 1888 i més tard inclòs a la federació de les illes Cook.
Des de 1932 Aitutaki té un servei postal propi amb uns segells apreciats pels col·leccionistes. Són impresos per Heraclio Fournier a Vitòria.